# Seger i mörkret
Seger i mörkret (Dark Victory) är en amerikansk långfilm från 1939 i regi av Edmund Goulding.

## Handling
Judith Trahearne är en ung och levnadsglad kvinna. Men hon drabbas av återkommande huvudvärk och snart ser hon dåligt. Doktor Frederick Steele undersöker henne och konstaterar att hon har en hjärntumör. Efter operation försvinner alla symptom. Ingen vågar tala om för henne att det bara är ett tillfälligt uppskov och att hon kommer att dö inom ett halvår. Judith och doktorn förälskar sig och gifter sig med varandra. När hon till slut får veta sanningen blir hon deprimerad och börjar dricka alkohol, innan hon sansar sig och inser att hon bör tillbringa sin sista tid i livet tillsammans med dem hon älskar.

## Om filmen
Filmen bygger på en pjäs av George Brewer och Bertram Bloch. Pjäsen hade premiär på Broadway 1934 och spelades 51 gånger, med Tallulah Bankhead i huvudrollen. Filmen nominerades till tre Oscar, för bästa film, bästa kvinnliga huvudroll (Davis) samt bästa musik (Max Steiner). En nyinspelning, Stolen Hours gjordes 1963 och en nyinspelning för TV 1976.

## Rollista
- Bette Davis – Judith Trahearne
- George Brent – Frederick Steele
- Humphrey Bogart – Michael O'Leary, hästtränare
- Ronald Reagan – Alec Hamm, playboy
- Geraldine Fitzgerald – Ann King
- Henry Travers – Dr. Parsons
- Cora Witherspoon – Carrie
- Dorothy Peterson – Miss Wainwright
- Virginia Brissac – Martha